# Laguna Yema (localidad)
Laguna Yema es la localidad cabecera del Departamento Bermejo, en la provincia de Formosa, Argentina. A 380 km de la ciudad de Formosa, por RN 81.

## La ciudad
La localidad de Laguna Yema, cabecera del departamento Bermejo, se encuentra ubicada al oeste de la capital de la provincia de Formosa. Tiene una extensión de 15 100 km². en sus zonas urbanas y suburbanas. Su zona de influencia incluye los siguientes parajes: 
- El Cañón
- El Quemado
- Simbolar
- Sumayen
- Pozo del Mortero
- La Laguna
- San Camilo
- San Isidro
- El Aibal - Silencio
- Matías Gulaxi
- La Palizada

El patrón de asentamiento es nuclear en las zonas urbanas, semidispersos en las zonas semiurbanas y dispersos en las zonas rurales (se incluyen en las zonas rurales, los asentamientos que continúan a las zonas suburbanas y en los parajes). Aparte sus límites geográficos son: al sur el Río Bermejo, al norte El Bañado La Estrella, al este El Departamento Patiño, al oeste Los Departamentos Matacos y Ramón Lista. Las ciudades más importantes cercanas son: al este Las Lomitas distante a 85 km, al oeste la ciudad de Ingeniero Juárez distante 79 km y de la ciudad de Formosa a 383 km.

## Población
Cuenta con 3,617 habitantes (Indec, 2010), lo que representa un incremento del 32% frente a los 2,744 habitantes (Indec, 2001) del censo anterior.
| Gráfica de evolución demográfica de Laguna Yema entre 1991 y 2010 |
|                                                                   |
| Fuente: Censos nacionales del INDEC                               |

### Población Urbana
La zona urbana y suburbana está dividida en 10 barrios: 
- San Francisco
- Agua Potable
- Centro
- Las Tunas
- San Isidro
- La Unión
- Magín
- Matadero
- Simbolar
- Las Bolivianas

Las tierras en las zonas urbanas y parte de las suburbanas están parceladas, con manzanas de 100 x 100 m. Respecto a la propiedad de las tierras la mayor parte son ocupantes legales con contratos de arrendamientos con la Municipalidad de la localidad (tierras fiscales), y una mínima parte con títulos de propiedad. Son utilizados para comercios, viviendas familiares, industrias e instituciones públicas.

### Población Rural
En las zonas rurales existen tres tipos de ocupantes caracterizadas de la siguiente forma: 
Ocupantes legales: son los que poseen títulos de propiedad que son en un mínimo porcentaje, organizados con infraestructura y equipamientos que permite una actividad a escala de empresas. 
Con contratos de arrendamientos: con la Dirección de Tierras Fiscales de la provincia de Formosa, se caracteriza por las delimitaciones y mejoras en el cercado con alambres y con un mínimo de infraestructura, con promedios de ventas que permiten su subsistencia. 
Minifundistas: en relación con lo descrito en los puntos anteriores, responde al grupo mayoritario, no poseen instrumentos legales a cerca de su ocupación, sin ningún tipo de mejoras en los campos, pero cada vecino respeta los límites de su colindante, conforme a sus idiosincrasias y características culturales, además son reconocidos y respetados en sus lugares en donde viven por las autoridades políticas. 

## Embalse Laguna Yema
Sobre la Laguna Yema en tierras del pueblo originario del cacique Yemu (yema en lengua wichi y que derivaba de su coloración de pelo de color de la yema de los huevos), y cuyo cacique fue dado de muerte por soldados que se encontraban en fuertes en la región y aposteriori para verificar su deceso se llevó a Formosa capital su cabeza en un cajón con sal a las autoridades de la época. Se construyó en los años 1980, el embalse de Laguna Yema de 14.500 ha (para reservorio de agua). Con canales se abastece de agua a las localidades cercanas llegando hasta Las Lomitas, a 78 km del embalse. 
Hay navegación, pesca, safari fotográfico y avistaje de avifauna. 

## Vías de FF.CC.
Laguna Yema se funda en 1925, con la realización del FF.CC. Formosa – Embarcación.